# Låtar av Miley Cyrus
En komplett lista över låtar av den amerikanska sångerskan och låtskrivaren Miley Cyrus. Listan inkluderar endast låtar av Miley Cyrus och inte från karaktären Hannah Montana.

## 0–9
| Sång       | Låtskrivare                             | Album    | År   |
| ---------- | --------------------------------------- | -------- | ---- |
| "7 Things" | Miley Cyrus, Antonina Armato, Tim James | Breakout | 2008 |

## A
| Sång      | Låtskrivare                             | Album            | År   |
| --------- | --------------------------------------- | ---------------- | ---- |
| "As I Am" | Xandy Barry, Miley Cyrus, Shelly Peiken | Meet Miley Cyrus | 2007 |

## B
| Sång                                           | Låtskrivare                                        | Album                     | År   |
| ---------------------------------------------- | -------------------------------------------------- | ------------------------- | ---- |
| "Before the Storm (Live)" (med Jonas Brothers) | Kevin Jonas II, Joe Jonas, Nick Jonas, Miley Cyrus | The Time of Our Lives     | 2009 |
| "Bottom Of The Ocean"                          | Miley Cyrus, Armato, James                         | Breakout                  | 2008 |
| "Breakout"                                     | Gina Schock, Ted Bruner, Trey Vittetoe             | Breakout                  | 2008 |
| "Butterfly Fly Away" (med Billy Ray Cyrus)     | Glen Ballard, Alan Silvestri                       | Hannah Montana: The Movie | 2009 |

## C
| Sång             | Låtskrivare                             | Album            | År   |
| ---------------- | --------------------------------------- | ---------------- | ---- |
| "Can't Be Tamed" | Antonina Armato, Miley Cyrus, Tim James | Can't Be Tamed   | 2010 |
| "Clear"          | Miley Cyrus, Shelly Peiken, Xandy Barry | Meet Miley Cyrus | 2007 |

## D
| Sång              | Låtskrivare                               | Album                    | År   |
| ----------------- | ----------------------------------------- | ------------------------ | ---- |
| "Don't Walk Away" | Miley Cyrus, John Shanks, Hillary Lindsey | Hanna Montana: The Movie | 2009 |
| "Dream"           | John Shanks, Kara DioGuardi               | Hanna Montana: The Movie | 2009 |

## F
| Sång                   | Låtskrivare                                                                | Album          | År   |
| ---------------------- | -------------------------------------------------------------------------- | -------------- | ---- |
| "Fly on the Wall"      | Miley Cyrus, Armato, James, Devrim Karaoğlu                                | Breakout       | 2008 |
| "Forgiveness and Love" | Miley Cyrus, Antonina Armato, Tim James, Adam Schmalhotz, Andrea Dominguez | Can't Be Tamed | 2010 |
| "Full Circle"          | Miley Cyrus, Scott Cutler, Preven                                          | Breakout       | 2008 |

## G
| Sång                                | Låtskrivare                                               | Album            | År   |
| ----------------------------------- | --------------------------------------------------------- | ---------------- | ---- |
| "Girls Just Wanna Have Fun" (Cover) | Robert Hazard, Matthew Wilder                             | Breakout         | 2008 |
| "Girl's Night Out"                  | Antonina Armato, Miley Cyrus, Tim James, Andrea Dominguez | Meet Miley Cyrus | 2007 |
| "Good and Broken"                   | Miley Cyrus, Tamara Dunn, Matthew Wilder                  | Meet Miley Cyrus | 2007 |
| "Goodbye"                           | Miley Cyrus, Armato, James                                | Breakout         | 2008 |

## H
| Sång                         | Låtskrivare                | Album                       | År   |
| ---------------------------- | -------------------------- | --------------------------- | ---- |
| "Hoedown Throwdown"          | Adam Anders, Nikki Hassman | Hannah Montana: The Movie   | 2009 |
| "Hovering" (med Trace Cyrus) | Miley Cyrus, Brian Green   | Breakout (Platinum Edition) | 2008 |

## I
| Sång                                       | Låtskrivare                              | Album                    | År   |
| ------------------------------------------ | ---------------------------------------- | ------------------------ | ---- |
| "I Miss You"                               | Miley Cyrus, Brian Green, Wedi Foy Green | Meet Miley Cyrus         | 2007 |
| "I Thought I Lost You" (med John Travolta) | Miley Cyrus, Jeffrey Steele              | Bolt Soundtrack          | 2008 |
| "I Hope You Find It"                       | Jeffrey Steele, Steve Robson             | The Last Song Soundtrack | 2010 |

## K
| Sång                    | Låtskrivare                 | Album                 | År   |
| ----------------------- | --------------------------- | --------------------- | ---- |
| "Kicking and Screaming" | John Shanks, Kara DioGuardi | The Time of Our Lives | 2009 |

## L
| Sång           | Låtskrivare                                                                           | Album            | År   |
| -------------- | ------------------------------------------------------------------------------------- | ---------------- | ---- |
| "Let's Dance"  | Antonina Armato, Miley Cyrus, Tim James                                               | Meet Miley Cyrus | 2007 |
| "Liberty Walk" | Miley Cyrus, Antonina Armato, Tim James, Nicholas Scapa, John Fasse, Michael McGinnis | Can't Be Tamed   | 2010 |

## M
| Sång                      | Låtskrivare                                               | Album                | År   |
| ------------------------- | --------------------------------------------------------- | -------------------- | ---- |
| "My Heart Beats for Love" | John Shanks, Paulina Toscano, Gordie Sampson, Miley Cyrus | Can't Be Tamed       | 2010 |
| "Morning Sun"             | Rock Mafia                                                | Morning Sun - Single | 2012 |

## O
| Sång       | Låtskrivare  | Album                 | År   |
| ---------- | ------------ | --------------------- | ---- |
| "Obsessed" | Roger Lavoie | The Time of Our Lives | 2009 |

## P
| Sång                  | Låtskrivare                                 | Album                 | År   |
| --------------------- | ------------------------------------------- | --------------------- | ---- |
| "Party in the U.S.A." | Dr. Luke, Claude Kelly, Jessica Cornish     | The Time of Our Lives | 2009 |
| "Permanent December"  | John Shanks, Miley Cyrus , Andrea Dominguez | Can't Be Tamed        | 2010 |

## R
| Sång         | Låtskrivare                             | Album            | År   |
| ------------ | --------------------------------------- | ---------------- | ---- |
| "Right Here" | Antonina Armato, Miley Cyrus, Tim James | Meet Miley Cyrus | 2007 |
| "Robot"      | John Shanks, Miley Cyrus                | Can't Be Tamed   | 2010 |

## S
| Sång                                   | Låtskrivare                                           | Album                       | År          |
| -------------------------------------- | ----------------------------------------------------- | --------------------------- | ----------- |
| "Scars"                                | John Shanks, Miley Cyrus                              | Can't Be Tamed              | 2010        |
| "See You Again" (och Rock Mafia Remix) | Antonina Armato, Miley Cyrus, Tim James               | Meet Miley Cyrus & Breakout | 2007 & 2008 |
| "Simple Song"                          | Jeffrey Steele, Jesse Littleton                       | Breakout                    | 2008        |
| "Someday"                              | Armato, Miley Cyrus, Jessica Davidson James, Karaoglu | Breakout (Platinum Edition) | 2008        |
| "Start All Over"                       | Scott Cutler, Fefe Dobson, Anne Preven                | Meet Miley Cyrus            | 2007        |
| "Stay"                                 | John Shanks, Miley Cyrus                              | Can't Be Tamed              | 2010        |

## T
| Sång                     | Låtskrivare                                                           | Album                     | År   |
| ------------------------ | --------------------------------------------------------------------- | ------------------------- | ---- |
| "Take Me Along"          | John Shanks, Miley Cyrus                                              | Can't Be Tamed            | 2010 |
| "Talk Is Cheap"          | Shanks, Amy Lindop                                                    | The Time of Our Lives     | 2009 |
| "The Climb"              | Jessi Alexander and John Mabe,                                        | Hannah Montana: The Movie | 2009 |
| "These Four Walls"       | Cutler, Preven, Cheyenne Kimball                                      | Breakout                  | 2008 |
| "The Time of Our Lives"  | Gotwald, Kelly, Kesha Sebert, Pebe Sebert                             | The Time of Our Lives     | 2009 |
| "Two More Lonely People" | Miley Cyrus, Kevin Kadish, Brandon Jane, Angie Aparo, Antonina Armato | Can't Be Tamed            | 2010 |

## W
| Sång                 | Låtskrivare                                              | Album                                            | År          |
| -------------------- | -------------------------------------------------------- | ------------------------------------------------ | ----------- |
| "Wake Up America"    | Miley Cyrus, Antonina Armato, Tim James                  | Breakout                                         | 2008        |
| "When I Look at You" | Shanks, Hillary Lindsey                                  | The Time of Our Lives & The Last Song Soundtrack | 2009 & 2010 |
| "Who Owns My Heart"  | Miley Cyrus, Antonina Armato, Tim James, Devrim Karaoglu | Can't Be Tamed                                   | 2010        |

## Andra sånger
| Sång                                                          | Album                            | År   |
| ------------------------------------------------------------- | -------------------------------- | ---- |
| "Zip-a-Dee-Doo-Dah"                                           | Disneymania 4                    | 2006 |
| "Stand" (med Billy Ray Cyrus)                                 | Wanna Be Your Joe                | 2006 |
| "Part of Your World"                                          | Disneymania 5                    | 2007 |
| "Ready, Set, Don't Go" (med Billy Ray Cyrus)                  | Home at Last                     | 2007 |
| "Just Stand Up!" (med Artists Stand Up to Cancer)             | Endast singel                    | 2008 |
| "Santa Clause is Coming to Town"                              | All Wrapped Up                   | 2008 |
| "Send It On" (med Jonas Brothers, Demi Lovato & Selena Gomez) | Endast singel                    | 2009 |
| "We Belong to the Music" (med Timbaland)                      | Timbaland Presents Shock Value 2 | 2009 |
| Everybody Hurts                                               | Endast singel                    | 2010 |
| "We Are the World: 25 for Haiti"                              | Endast singel                    | 2010 |
| "Nothing to Lose" (med Bret Michaels)                         | Custom Built                     | 2010 |
| "Overboard (Live)" (med Justin Bieber)                        | Never Say Never - The Remixes    | 2011 |